# Blades of Glory
Blades of Glory (br: Escorregando para a Glória / pt: A Glória dos Campeões) é um filme norte-americano de 2007 do género comédia, dirigido por Josh Gordon e Will Speck, estrelado por Will Ferrell e Jon Heder. Foi realizado pela Dreamworks e MTV Films, sendo lançado em DVD em 28 de agosto de 2007 e em Blu-ray Disc em maio de 2008.

## Sinopse
Chazz Michael Michaels (Will Ferrell) é um dos melhores na patinação no gelo. No mesmo patamar de perfeição dele está o ex- menino prodígio Jimmy MacElroy (Jon Heder). Depois de empatarem na primeira colocação de um campeonato de patinação, os dois extrapolam a rivalidade e iniciam uma briga corporal diante de uma multidão. Devido ao incidente, ambos são banidos do esporte para o resto da vida. Três anos e meio depois, devido a uma brecha na legislação esportiva, os dois descobrem que não podem mais participar de competições individuais, mas que não há restrições para competições em duplas. Eles resolvem se juntar, formando, assim, a primeira dupla da patinação formada por dois homens.

## Elenco
- Will Ferrell - Chazz Michael Michaels
- Jon Heder - Jimmy MacElroy
- Will Arnett - Stranz
- Amy Poehler - Fairchild
- Jenna Fischer - Katie
- William Fichtner - Darren
- Craig T. Nelson - Treinador
- Romany Malco - Jesse
- Nick Swardson - Hector
- Rob Corddry - Bryce